# Liste der Kulturdenkmale in Kelbra (Kyffhäuser)
In der Liste der Kulturdenkmale in Kelbra (Kyffhäuser) sind alle  Kulturdenkmale der Gemeinde Kelbra (Kyffhäuser) und ihrer Ortsteile aufgelistet. Grundlage ist das Denkmalverzeichnis des Landes Sachsen-Anhalt, das auf Basis des Denkmalschutzgesetzes des Landes Sachsen-Anhalt vom 21. Oktober 1991 durch das Landesamt für Denkmalpflege und Archäologie Sachsen-Anhalt erstellt und seither laufend ergänzt wurde (Stand: 31. Dezember 2024).

## Kulturdenkmale nach Ortsteilen

### Kelbra (Kyffhäuser)
| Lage | Bezeichnung                           | Beschreibung | Erfassungs- nummer | Ausweisungsart | Bild                    |
| --- | ------------------------------------- | --- | ------------------ | -------------- | ----------------------- |
| ca. 2,5 km östlich der Ortslage in freiem Feld (Karte) | Kirche                                | Wüste Kirche Lindeschu | 094 84697          | Baudenkmal     | Weitere Bilder          |
| ca. 2 km westlich der Ortslage oberhalb des Stausees an Straßenböschung (Karte)                                                                                          | Gedenkstein                           | | 094 84698          | Kleindenkmal   | Gedenkstein             |
| Bogenstraße 6 (Karte) | Wohnhaus                              | Meisterei | 094 84648          | Baudenkmal     | Wohnhaus                |
| Bornstraße, am nördlichen Stadtrand, am Hochufer der Helme (Karte) | Burg                                  | Turm und Ruine | 094 84649          | Baudenkmal     | Weitere Bilder          |
| Bornstraße 4 (Karte) | Wohnhaus                              | Wohnhaus | 094 84650          | Baudenkmal     | Weitere Bilder          |
| Bornstraße 4, 6, 8 (Karte) | Straßenzeile                          | | 094 84652          | Denkmalbereich | Straßenzeile            |
| Bornstraße 6 (Karte) | Wohnhaus                              | | 094 84651          | Baudenkmal     | Weitere Bilder          |
| Bornstraße 10a (Karte) | Gutshaus                              | | 094 84653          | Baudenkmal     | Weitere Bilder          |
| Breite Straße (Karte) | Sankt-Martini-Kirche                  | Kirche, Altendorfer Kirche St. Martini | 094 84654          | Baudenkmal     | Weitere Bilder          |
| Breite Straße 28 (Karte) | Gasthof zur Schänke (Gemeindeschänke) | existiert nicht mehr, wurde durch Neubau ersetzt | 094 84655          | Baudenkmal     | BW                      |
| Frankenhäuser Straße, Promenade an der Frankenhäuser Straße, Westseite (Karte)                                                                                           | Denkmal                               | Joch-Denkmal | 094 84656          | Kleindenkmal   | Weitere Bilder          |
| Frankenhäuser Straße 5 (Karte) | Villa                                 | Villa Joch | 094 84657          | Baudenkmal     | BW                      |
| Frankenhäuser Straße 7 (Karte) | Schule                                | Goethegymnasium | 094 84658          | Baudenkmal     | Schule                  |
| Frankenhäuser Straße 21 (Karte) | Bahnhof                               | | 094 84659          | Baudenkmal     | Weitere Bilder          |
| Grabenstraße, Thomas-Müntzer-Straße Jochstraße (Karte) | Stadtmauer                            | | 094 84660          | Baudenkmal     | BW                      |
| Jochstraße 3 (Karte) | Brauerei Kelbra                       | Brauerei | 094 81533          | Baudenkmal     | Weitere Bilder          |
| Jochstraße 5, 7 (Karte) | Häusergruppe                          | Villa Hattenhauer | 094 84661          | Denkmalbereich | BW                      |
| Jochstraße 15, 17, 19 (Karte) | Häusergruppe                          | | 094 84662          | Denkmalbereich | BW                      |
| Kirschstraße 1, 3, 5, 7 (Karte) | Häusergruppe                          | | 094 84664          | Denkmalbereich | BW                      |
| Kirchstraße, Thomas-Müntzer-Straße 3, 5 (Karte) | Sankt-Georgii-Kirche                  | Kirche St. Georg | 094 84663          | Baudenkmal     | Weitere Bilder          |
| Kirchtal ca. 1,5 km südöstlich der Ortslage am Kyffhäuserabhang (Karte)                                                                                                  | Denkmal                               | Hermann-Denkmal | 094 84665          | Kleindenkmal   | Weitere Bilder          |
| Lange Straße 1, 2, 4, 5, 6, 7, 8, 9, 10, 11, 12, 13, 14, 15, 16, 17, 18, 19, 20, 21, 22, 23, 24, 25, 26, 27, 28, 29,30, 32, 34, 36, 38, 40, 42, Marktstraße 2, 4 (Karte) | Straßenzug                            | Langestraße zwischen Strokeyer Platz bis Thomas-Müntzer-Straße und langer Hof. Die Marktstraße 2 fiel der Straßenerweiterung zum Opfer, hier entstand ein kleiner Park | 094 84666          | Denkmalbereich | Straßenzug              |
| Lange Straße 1 (Karte) | Edelhof                               | Storkauer Hof | 094 84668          | Baudenkmal     | Weitere Bilder          |
| Lange Straße 2 (Karte) | Ackerbürgerhof                        | Sonderman´scher Hof | 094 84669          | Baudenkmal     | Ackerbürgerhof          |
| Lange Straße 5 (Karte) | Wohnhaus                              | | 094 84670          | Baudenkmal     | Wohnhaus                |
| Lange Straße 8, Mittelstraße 1 (Karte) | Rathaus                               | Rathaus: Fachwerkhaus von 1770 mit Glockenturm als Dachreiter | 094 84671          | Baudenkmal     | Weitere Bilder          |
| Lange Straße 11 (Karte) | Wohn- und Geschäftshaus               | abgebrannt am 6.01.2020, konnte nicht mehr gerettet werden | 094 84672          | Baudenkmal     | BW                      |
| Lange Straße 17 (Karte) | Wohn- und Geschäftshaus               | Barbarossa-Apotheke | 094 84673          | Baudenkmal     | Wohn- und Geschäftshaus |
| Lange Straße 46 (Karte) | Wohnhaus                              | Fachwerkhaus | 094 84674          | Baudenkmal     | Weitere Bilder          |
| Lange Straße 46, 48, 50, 52, 54, 56, 58, 60, 62, 64, 66, 68 (Karte) | Straßenzeile                          | Langestraße Nordseite, zwischen Th-Müntzer-Strae und Altendorfer Gasthof                                                                                               | 094 84667          | Denkmalbereich | BW                      |
| Lange Straße 68 (Karte) | Wohnhaus                              | | 094 84675          | Baudenkmal     | BW                      |
| Lange Straße 85 (Karte) | Armenhaus                             | | 094 84676          | Baudenkmal     | BW                      |
| Lange Straße 87 (Karte) | Hospital                              | „Spettel“ | 094 84677          | Baudenkmal     | BW                      |
| Marktstraße (Karte) | Kriegerdenkmal                        | | 094 30613          | Baudenkmal     | Weitere Bilder          |
| Marktstraße 1, Mittelstraße 2 (Karte) | Häusergruppe                          | | 094 84678          | Denkmalbereich | BW                      |
| Marktstraße 24, Thomas-Müntzer-Straße 11, 13, 15 (Karte) | Straßenzeile                          | Thomas-Müntzer-Str. Nordseite, zwischen Markt- und Bornstraße | 094 84679          | Denkmalbereich | Straßenzeile            |
| Mittelstraße 6 (Karte) | Wohnhaus                              | | 094 84680          | Baudenkmal     | Weitere Bilder          |
| Mittelstraße 10 (Karte) | Wohnhaus                              | | 094 84681          | Baudenkmal     | Weitere Bilder          |
| Nordhäuser Straße nördlich der Ortslage im Verlauf der B 85 (Karte) | Brücke                                | Brücke über den Mühlgraben der Weidenmühle | 094 30586          | Baudenkmal     | Brücke                  |
| Nordhäuser Straße unmittelbar nördlich der Ortslage im Verlauf der B 85 (Karte)                                                                                          | Brücke                                | Sohlgrabenbrücke | 094 84683          | Baudenkmal     | Weitere Bilder          |
| Nordhäuser Straße (Karte) | Brücke                                | Helmebrücke | 094 84684          | Baudenkmal     | Brücke                  |
| Nordhäuser Straße | Brücke                                | Brücke am Joch | 094 84685          | Baudenkmal     |                         |
| Nordhäuser Straße (Karte) | Mühle                                 | Weidenmühle | 094 84682          | Baudenkmal     | Mühle                   |
| Thomas-Müntzer-Straße 3 (Karte) | Wohnhaus                              | seit langem abgerissen, jetzt grüne Wiese | 094 84686          | Baudenkmal     | Weitere Bilder          |
| Thomas-Müntzer-Straße 7 (Karte) | Pfarrhaus                             | | 094 84687          | Baudenkmal     | Weitere Bilder          |
| Thomas-Müntzer-Straße 9 (Karte) | Pfarrhaus                             | Oberpfarre | 094 84688          | Baudenkmal     | Weitere Bilder          |
| Thomas-Müntzer-Straße 15 (Karte) | Ackerbürgerhof                        | | 094 84689          | Baudenkmal     | Weitere Bilder          |
| Thomas-Müntzer-Straße 22 (Karte) | Waisenhaus                            | Schmidt´sche Stiftung | 094 84690          | Baudenkmal     | Weitere Bilder          |
| Thomas-Müntzer-Straße 24 (Karte) | Wohnhaus                              | | 094 84692          | Baudenkmal     | Weitere Bilder          |
| Thomas-Müntzer-Straße 34 (Karte) | Wohnhaus                              | | 094 84691          | Baudenkmal     | Weitere Bilder          |
| Tilledaer Straße (Karte) | Friedhof                              | | 094 84695          | Denkmalbereich | BW                      |
| Tilledaer Straße (Karte) | Kirche                                | Jesus-Kirche | 094 84694          | Baudenkmal     | Weitere Bilder          |
| Tilledaer Straße 6 (Karte) | Gasthof                               | Weißes Roß | 094 84693          | Baudenkmal     | Gasthof                 |
| Triftstraße 36, 37 (Karte) | Mühle                                 | Feldmühle | 094 84696          | Baudenkmal     | BW                      |

### Sittendorf
| Lage                                               | Bezeichnung    | Beschreibung | Erfassungs- nummer | Ausweisungsart | Bild           |
| -------------------------------------------------- | -------------- | ------------ | ------------------ | -------------- | -------------- |
| Bäckergasse 44, 45, 50, 61, Klingelborn 49 (Karte) | Straßenzug     |              | 094 81663          | Denkmalbereich | BW             |
| Bäckergasse 61 (Karte)                             | Gasthof        |              | 094 81662          | Baudenkmal     | BW             |
| Hauptstraße (Karte)                                | Kriegerdenkmal |              | 094 81712          | Baudenkmal     | BW             |
| Hauptstraße 1 (Karte)                              | Pfarrhof       |              | 094 81659          | Baudenkmal     | BW             |
| Herrengasse 2 (Karte)                              | Bauernhof      |              | 094 81660          | Baudenkmal     | BW             |
| Herrengasse 4, 5, 6, 7, 25, 26, 27, 28 (Karte)     | Straßenzug     |              | 094 81661          | Denkmalbereich | BW             |
| Klingelborn 46, 47 (Karte)                         | Bauernhof      |              | 094 81664          | Denkmalbereich | BW             |
| Lückewand 17, 18, 20a (Karte)                      | Straßenzug     |              | 094 81656          | Denkmalbereich | BW             |
| Oberweg (Karte)                                    | Kirche         |              | 094 81658          | Baudenkmal     | Weitere Bilder |
| Oberweg 11, 13 (Karte)                             | Straßenzeile   |              | 094 81657          | Denkmalbereich | BW             |
| Sackgasse 30a, 34, 35 (Karte)                      | Straßenzug     |              | 094 81655          | Denkmalbereich | BW             |
| x (Karte)                                          | Bahnhof        |              | 094 81713          | Baudenkmal     | BW             |

### Thürungen
| Lage                                                       | Bezeichnung           | Beschreibung                                             | Erfassungs- nummer | Ausweisungsart | Bild           |
| ---------------------------------------------------------- | --------------------- | -------------------------------------------------------- | ------------------ | -------------- | -------------- |
| Dorfstraße (Karte)                                         | Sankt-Wigberti-Kirche | Kirche, auch St. Trinitatis                              | 094 84699          | Baudenkmal     | Weitere Bilder |
| Dorfstraße 2 (Karte)                                       | Wohnhaus              |                                                          | 094 84701          | Baudenkmal     | Weitere Bilder |
| Dorfstraße 43 direkt vor dem Anwesen Dorfstraße 43 (Karte) | Bauernstein           |                                                          | 094 84700          | Kleindenkmal   | Bauernstein    |
| Dorfstraße 67 (Karte)                                      | Wohnhaus              | (Kein Wohnhaus auffindbar, vermutlich abgerissen worden) | 094 84702          | Baudenkmal     | Wohnhaus       |
| Dorfstraße 82 (Karte)                                      | Gutshaus              |                                                          | 094 84703          | Baudenkmal     | Weitere Bilder |

### Tilleda (Kyffhäuser)
| Lage                                               | Bezeichnung           | Beschreibung         | Erfassungs- nummer | Ausweisungsart | Bild           |
| -------------------------------------------------- | --------------------- | -------------------- | ------------------ | -------------- | -------------- |
| südlich außerhalb des Ortes, am Wohlwedabach       | Mühle                 | Wohlweda-Mühle       | 094 98666          | Baudenkmal     |                |
| südlich des Ortes auf Anhöhe (Pfingstberg) (Karte) | Pfalz Tilleda         | Pfalz                | 094 98665          | Baudenkmal     | Weitere Bilder |
| am Aufgang zur Pfalz (Pfingstberg) (Karte)         | Gedenkstein           | Steinkreuz           | 094 98664          | Kleindenkmal   | Weitere Bilder |
| Bahnhofstraße 8 (Karte)                            | Bahnhof               |                      | 094 30616          | Baudenkmal     | Bahnhof        |
| Ernst-Thälmann-Straße 2 (Karte)                    | Schmiede              |                      | 094 98667          | Baudenkmal     | Weitere Bilder |
| Ernst-Thälmann-Straße 3 (Karte)                    | Gutshof               |                      | 094 98668          | Baudenkmal     | Weitere Bilder |
| Ernst-Thälmann-Straße 22 (Karte)                   | Scheune               |                      | 094 98669          | Baudenkmal     | BW             |
| Ernst-Thälmann-Straße 25 (Karte)                   | Bauernhof             |                      | 094 98670          | Baudenkmal     | BW             |
| Ernst-Thälmann-Straße 46 (Karte)                   | Bauernhof             |                      | 094 30591          | Baudenkmal     | BW             |
| Gartenstraße 13 (Karte)                            | Wohnhaus              |                      | 094 98672          | Baudenkmal     | BW             |
| Goetheplatz (Karte)                                | Kriegerdenkmal        |                      | 094 98673          | Baudenkmal     | Kriegerdenkmal |
| Goetheplatz 6 (Karte)                              | Wohnhaus              |                      | 094 98674          | Baudenkmal     | BW             |
| Goethestraße 9 (Karte)                             | Wohnhaus              |                      | 094 98675          | Baudenkmal     | BW             |
| Poststraße 6 (Karte)                               | Brauhaus              |                      | 094 84924          | Baudenkmal     | BW             |
| Poststraße 1, 3, 4, 6 (Karte)                      | Straßenzug            |                      | 094 98677          | Baudenkmal     | BW             |
| Schulstraße (Karte)                                | Sankt-Salvator-Kirche | Kirche, St. Salvator | 094 98679          | Baudenkmal     | Weitere Bilder |
| Schulstraße 2 (Karte)                              | Pfarrhaus             |                      | 094 98680          | Baudenkmal     | BW             |
| Seestraße 10 (Karte)                               | Mühle                 | Talmühle             | 094 98681          | Baudenkmal     | BW             |

## Ehemalige Denkmale
Die nachfolgenden Objekte waren ursprünglich ebenfalls denkmalgeschützt oder wurden in der Literatur als Kulturdenkmale geführt. Die Denkmale bestehen heute jedoch nicht mehr oder die Unterschutzstellung wurde aufgehoben.

### Tilleda (Kyffhäuser)
| Lage                   | Bezeichnung    | Beschreibung | Erfassungs- nummer | Ausweisungsart | Bild |
| ---------------------- | -------------- | --- | ------------------ | -------------- | ---- |
| Marienstraße 7 (Karte) | Alte Schäferei | Schäferei, Wohnhaus der Alten Schäferei, nach einer Genehmigung abgerissen und im Jahr 2017 aus dem Denkmalverzeichnis ausgetragen. | 094 98676          | Baudenkmal     | BW   |

## Legende
In den Spalten befinden sich folgende Informationen:
- Lage: Nennt den Straßennamen und wenn vorhanden die Hausnummer des Kulturdenkmals. Die Grundsortierung der Liste erfolgt nach dieser Adresse. Der Link „Karte“ führt zu verschiedenen Kartendarstellungen und nennt die geographischen Koordinaten.
Link zu einem Kartenansichtstool, um Koordinaten zu setzen. In der Kartenansicht sind Baudenkmale ohne Koordinaten mit einem roten bzw. orangen Marker dargestellt und können in der Karte gesetzt werden. Baudenkmale ohne Bild sind mit einem blauen bzw. roten Marker gekennzeichnet, Baudenkmale mit Bild mit einem grünen bzw. orangen Marker.
- Offizielle Bezeichnung: Nennt den Namen, die Bezeichnung oder zumindest die Art des Kulturdenkmals und verlinkt, soweit vorhanden, auf den Artikel zum Objekt.
- Beschreibung: Nennt bauliche und geschichtliche Einzelheiten des Kulturdenkmals, vorzugsweise die Denkmaleigenschaften.
- Erfassungsnummer: Für jedes Kulturdenkmal wird in Sachsen-Anhalt eine 20stellige Erfassungsnummer vergeben. Die letzten zwölf Ziffern werden für die Untergliederung nach Teilobjekten genutzt und werden nur angegeben, soweit vergeben. In dieser Spalte kann sich folgendes Icon  befinden, dies führt zu Angaben zu diesem Baudenkmal bei Wikidata.
- Ausweisungsart: Die Einordnung des Denkmales nach § 2 Abs. 2 DenkmSchG LSA
- Bild: Ein Bild des Denkmales, und gegebenenfalls einen Link zu weiteren Fotos des Kulturdenkmals im Medienarchiv Wikimedia Commons. Wenn man auf das Kamerasymbol klickt, können Fotos zu Kulturdenkmalen aus dieser Liste hochgeladen werden: